# Wysokie Jezioro (powiat olsztyński)
Wysokie Jezioro – jezioro w Polsce, w województwie warmińsko-mazurskim, w powiecie olsztyńskim, w gminie Olsztynek.

## Położenie i charakterystyka
Jezioro leży na Równinie Olsztynka, natomiast w regionalizacji przyrodniczo-leśnej – w mezoregionie Puszcz Mazurskich, w dorzeczu Marózka–Łyna–Pregoła. Znajduje się około 8 km w kierunku południowo-wschodnim od Olsztynka, 1 km na południe od Świerkocina i 1 km na zachód od Szwaderek. Od strony północnej z jeziora wypływa ciek kierując wody do Niskiego Jeziora.
Zbiornik wodny o mało rozwiniętej linii brzegowej leży w otoczeniu głównie lasów, na północy i zachodzie również łąk i pól. Brzegi wysokie i strome, z wyjątkiem krańców zachodnich, które są płaskie lub wznoszą się łagodnie. Dno muliste, ławica piaszczysto-mulista.
Zbiornik wodny według typologii rybackiej jezior zalicza się do sandaczowych.
Jezioro leży na terenie obwodu rybackiego jeziora Pluszne w zlewni rzeki Łyna – nr 8.

## Morfometria
Według danych Instytutu Rybactwa Śródlądowego powierzchnia zwierciadła wody jeziora wynosi 25,2 ha. Średnia głębokość zbiornika wodnego to 4,0 m, a maksymalna – 7,3 m. Lustro wody znajduje się na wysokości 141,2 m n.p.m. Objętość jeziora wynosi 1018,6 tys. m³. Maksymalna długość jeziora to 1250 m, a szerokość 300 m. Długość linii brzegowej wynosi 2800 m.
Inne dane uzyskano natomiast poprzez planimetrię jeziora na mapach w skali 1:50 000 według Państwowego Układu Współrzędnych 1965, zgodnie z poziomem odniesienia Kronsztadt. Otrzymana w ten sposób powierzchnia zbiornika wodnego to 22,5 ha.

## Przyroda
W skład pogłowia występujących ryb wchodzą m.in. szczupak, sandacz i leszcz. Wśród roślinności przybrzeżnej dominuje trzcina i pałka.
Obszar jeziora leży na terenie specjalnego obszaru ochrony siedlisk w ramach sieci Natura 2000 Ostoja Napiwodzko-Ramucka (PLH280052) o łącznej powierzchni 32 612,78 ha.